# Croix Ivan Mazepa
 (mai 2022).
La mise en forme du texte ne suit pas les recommandations de Wikipédia : il faut le « wikifier ».
Les points d'amélioration suivants sont les cas les plus fréquents :
- Les titres sont pré-formatés par le logiciel. Ils ne sont ni en capitales, ni en gras.
- Le texte ne doit pas être écrit en capitales (les noms de famille non plus), ni en gras, ni en italique, ni en « petit »…
- Le gras n'est utilisé que pour surligner le titre de l'article dans l'introduction, une seule fois.
- L'italique est rarement utilisé : mots en langue étrangère, titres d'œuvres, noms de bateaux, etc.
- Les citations ne sont pas en italique mais en corps de texte normal. Elles sont entourées par des guillemets français : « et ».
- Les listes à puces sont à éviter, des paragraphes rédigés étant largement préférés. Les tableaux sont à réserver à la présentation de données structurées (résultats, etc.).
- Les appels de note de bas de page (petits chiffres en exposant, introduits par l'outil «  Source ») sont à placer entre la fin de phrase et le point final[comme ça].
- Les liens internes (vers d'autres articles de Wikipédia) sont à choisir avec parcimonie. Créez des liens vers des articles approfondissant le sujet. Les termes génériques sans rapport avec le sujet sont à éviter, ainsi que les répétitions de liens vers un même terme.
- Les liens externes sont à placer uniquement dans une section « Liens externes », à la fin de l'article. Ces liens sont à choisir avec parcimonie suivant les règles définies. Si un lien sert de source à l'article, son insertion dans le texte est à faire par les notes de bas de page.
- La présentation des références doit suivre les conventions bibliographiques. Il est recommandé d'utiliser les modèles {{Ouvrage}}, {{Chapitre}}, {{Article}}, {{Lien web}} et/ou {{Bibliographie}}. Le mode d'édition visuel peut mettre en forme automatiquement les références.
- Insérer une infobox (cadre d'informations à droite) n'est pas obligatoire pour parachever la mise en page.

Pour une aide détaillée, merci de consulter Aide:Wikification.
Si vous pensez que ces points ont été résolus, vous pouvez retirer ce bandeau et améliorer la mise en forme d'un autre article.
La croix Ivan Mazepa (en ukrainien : Хрест Івана Мазепи) est une distinction qui peut être décernée par le président ukrainien, instituée en 2009 par Viktor Iouchtchenko. Elle est attribuée pour une contribution significative à la renaissance du patrimoine national culturel, artistique, spirituel, architectural, militaire et historique, pour les réalisations dans le cadre d'activités créatives, diplomatiques, humanistes, scientifiques, éducatives et caritatives.

## Insignes
La croix d'Ivan Mazepa est faite d'argent doré et a la forme d'une croix droite et équilatérale dont les côtés sont élargis et les bords concaves vers l'intérieur. Les bras de la croix sont recouverts d'émail cramoisi. Au centre de la croix se trouve un cartouche avec une image de cosaque provenant du sceau militaire de l'hetman Ivan Mazepa sur un fond bleu. Le cartouche est recouvert d'une image d'une figure héraldique « Kourtch » des armoiries de l'hetman Ivan Mazepa, couverte d'émail blanc. Entre les bras de la croix se trouvent des rayons divergents. Toutes les images sont gaufrées. Les contours de la croix et des rayons, les volutes du cartouche, l'image du cosaque, les contours du « Kourtch » sont dorés.
La croix est haute et large de 42 mm. Le revers de la Croix d'Ivan Mazepa est plat avec un numéro gravé.
Le ruban de la Croix d'Ivan Mazepa est une soie moirée de couleur bleu clair avec des bandes longitudinales cramoisies sur les côtés et jaunes au milieu. La largeur des bandes bleu clair est de 10 mm, celle des bandes jaunes de 2 mm et celle des bandes cramoisies de 7 mm.

## Détenteurs
À la date du 22 août 2020, cette distinction a été décernée à 108 Ukrainiens parmi lesquels :
- Volodymyr Viatrovytch ;
- Yaroslav Markevych, général ;
- le Philarète de Kiev ;
- Anna Kissil, féministe.